# Khalil Al Ghamdi
Khalil Al Ghamdi, född 2 september 1970, är en saudiarabisk fotbollsdomare som bland annat dömt i OS 2008. Han dömde också i fotbolls-VM 2010 i Sydafrika. Al Ghamdi har varit FIFA-domare sedan 2003.

## Fotnoter
1. ↑  Olympedia, 2006.[källa från Wikidata]
2. ↑  PlaymakerStats.com.[källa från Wikidata]